# Дмитро Халецький
Дмитро Халецький (бл. 1550 — 1598) — державний діяч, урядник, фінансист Речі Посполитої.

## Життєпис
Походив з руського шляхетського роду Халецьких власного гербу. Старший син Йосипа Халецького, канівського і черкаського старости, від його третьої дружини Федори Копець. Народився близько 1550 року.
Кар'єру розпочав як королівський дворянин Стефана Баторія. 1579 року той призначив Халецького на відновлений уряд литовського мечника (до 1588 року). У 1581 році став шафаром, згодом налагодив міцні зв'язки з віленським воєводою Криштофом Радзивилом і великим литовським канцлером Левом Сапігою.
У 1587 році брав участь в похованні короля Стефана Баторія і обранні нового короля Сигізмунда Вази. Того ж року був маршалком Віленського листопадового з'їзду. 1588 року призначений королем Сигізмундом ІІІ на посаду підскарбія надвірного литовського (перебував на посаді до 1590 року). 1589 року обирається маршалком пацифікаційного сейму. Того ж року стає віленським деревничим.
На посаді підскарбія провів низку успішних заходів, зокрема й проти магнатів, що дало йому можливість наповнити і значно збагатити державний скарб. У жовтні 1590 року представив послам сейму великий меморіал (трактат), що включав всі видаткові і прибуткові частини бюджету держави, вказавши при цьому на наявні недоліки фінансової системи Великого князівства Литовського.
Активно брав участь у дипломатії. 1589 року провадив переговори з посланцями Габсбургів щодо відмови останніх на трон Речі Посполитої та створення антитурецької ліги (Договір битомо-бендзинський). Потім брав участь у переговорах з Іспанією та Швецією, керував також сеймовою комісією по розмежуванню Великого князівства Литовського з Підляським воєводством Королівства Польського.
Близько 1591 року перейшов у католицизм, зблизився з Петром Скаргою. 1592 року отримав староства могильовське, василиське, бжницьке і опеське. Вів активну боротьбу проти українських повстанців Северина Наливайка на території Білорусі у 1594—1595 роках, про що залишив цінні свідчення у своїх листах. У 1595 році входив до складу посольства на переговорах з Османською імперією. 1596 року разом з Миколою Радзивіллом «Сиріткою» і Левом Сапігою був представником (комісаром) короля на Берестейській унії, яку палко підтримав. 1597 року стає старостою берестейським і юрборкським. Помер 1598 року.

## Власність
Повернув собі маєтність Рожанку, викупивши її від Паців. Мав великі будинки у Вільно і Гродно. Був цінителем мистецтва, залишив по собі також колекцію фламандських гобеленів.

## Родина
Дружина — Регіна Дибовська.
Діти:
- Миколай-Криштоф (бл. 1589—1653), новогрудський воєвода
- Олександр (д/н— 1651)
- син
- син
- донька (1592)